# Małopolskie Obserwatorium Rynku Pracy i Edukacji
Małopolskie Obserwatorium Rynku Pracy i Edukacji (MORPiE) – projekt badawczy realizowany od 2006 r. przez Wojewódzki Urząd Pracy w Krakowie. Od 2008 r. wchodzi w skład sieci Małopolskich Obserwatoriów Rozwoju Regionalnego, których celem jest realizacja badań dotyczących zjawisk i procesów społeczno-gospodarczych, zachodzących w  województwie małopolskim. 
Działalność badawcza MORPiE koncentruje się wokół zagadnień związanych z  rynkiem pracy (głównie zapotrzebowaniem na pracowników wśród małopolskich pracodawców oraz kształceniem w szkołach zawodowych). Ponadto MORPiE zarządza Internetową Biblioteką Małopolskich Obserwatoriów (IBMO) oraz publikuje  wskaźniki  zatrudnienia,  bezrobocia,  edukacji i  wykluczenia społecznego dotyczące Małopolski. 
Projekt jest współfinansowany ze środków  Europejskiego Funduszu Społecznego.

## Badania
Małopolskie Obserwatorium Rynku Pracy i Edukacji działa na podstawie dwuletnich programów badawczych. Prowadzi badania cykliczne i jednorazowe oraz opracowuje analizy źródeł wtórnych. Wśród  badań jednorazowych MORPiE jest badanie praktycznej nauki zawodu realizowanej przez małopolskich przedsiębiorców oraz badanie jednorazowych środków na podjęcie działalności gospodarczej.
Badania cykliczne (powtarzane co roku) realizowane są od 2009 r. i obejmują:
- badanie losów absolwentów szkół zawodowych, którego celem jest pokazanie, jak kształtuje się kariera edukacyjno-zawodowa młodzieży kończącej naukę w małopolskich zasadniczych szkołach zawodowych, technikach, technikach uzupełniających oraz szkołach policealnych
- badanie zapotrzebowania na pracowników wśród małopolskich pracodawców, podczas którego gromadzone są informacje o polityce zatrudnieniowej przedsiębiorstw, metodach rekrutacji, trudnościach napotykanych przy pozyskiwaniu nowych pracowników, umiejętnościach posiadanych przez aktualnie zatrudnionych pracowników oraz polityce szkoleniowej firm; badanie jest prowadzone na bazie metodologii oraz narzędzi wypracowanych w ramach projektu Bilans Kapitału Ludzkiego, realizowanego przez  Polską Agencję Rozwoju Przedsiębiorczości w partnerstwie z Centrum Ewaluacji i Analiz Polityk Publicznych  Uniwersytetu Jagiellońskiego
- "Barometr zawodów"”, którego celem jest wskazanie zawodów, na które w kolejnym roku będzie zwiększone / zmniejszone zapotrzebowanie wśród małopolskich pracodawców; badanie ma charakter jakościowy, uczestniczą w nim eksperci z małopolskich powiatowych urzędów pracy ( doradcy zawodowi, pośrednicy pracy i osoby odpowiedzialne za współpracę z przedsiębiorcami).

W analizach MORPiE poruszane są między innymi kwestie nauki zawodu w małopolskich szkołach oraz  migracji zagranicznych Polaków.

## Internetowa Biblioteka Małopolskich Obserwatoriów
IBMO gromadzi informacje o umieszczonych w internecie publikacjach na temat rynku pracy, edukacji,  integracji społecznej i równości szans oraz  przedsiębiorczości. Powstała w czerwcu 2009 r. przy współpracy z Małopolskim Obserwatorium Polityki Społecznej, w drodze rozbudowy Biblioteki zasobów informacyjnych MORPiE.
IBMO opisuje i umożliwia dostęp do elektronicznych publikacji, wydanych przez organy  administracji publicznej, agencje rządowe oraz krajowe i zagraniczne ośrodki badawcze. Wśród skatalogowanych opracowań znajdują się raporty z badań, analizy, ekspertyzy, biuletyny, podręczniki i artykuły naukowe. Zbiory dotyczą przede wszystkim  Polski i województwa małopolskiego.

## Wizualizacja danych
Moduł wizualizacji danych, dostępny w serwisie internetowym MORPiE, pozwala porównywać  powiaty i podregiony województwa małopolskiego ( NUTS 3) ze względu na wartości 98 wskaźników zatrudnienia, bezrobocia, edukacji i wykluczenia społecznego. Porównanie odbywa się poprzez mapy, tabele i wykresy. Dane prezentowane są w ujęciu rocznym, począwszy od 2005 r.